# 3.ª edición de los Crunchyroll Anime Awards
La 3.ª edición de los Crunchyroll Anime Awards se llevó a cabo el 16 de febrero de 2019, en honor a la excelencia en el anime de 2018. Crunchyroll anunció los detalles de la tercera edición el 4 de diciembre de 2018. La lista de jueces, así como las categorías que se presentarán, fueron anunciadas el 17 de diciembre. La votación pública se llevó a cabo del 11 al 18 de enero. Los ganadores fueron anunciado el 16 de febrero a través de una transmisión en vivo en Twitch. El programa fue presentado por la actriz de voz Cristina Vee. Varias figuras destacadas de la industria y la comunidad fueron invitadas a presentar los premios, incluido Kevin Penkin , quien anteriormente ganó el premio de 2018 a la Mejor Banda Sonora.

## Ganadores y nominados
Esta edición contó con 15 categorías, incluidas nuevas categorías relacionadas con la industria, como Mejor Interpretación de Voz en japonés e inglés, Mejor Diseño de Personajes y Mejor Director. Sin embargo, no se otorgó el premio a la Mejor Banda Sonora. También dejó caer premios específicos de género como Mejor Drama y Mejor Comedia, así como las categorías introducidas por primera vez en la edición anterior como Mejor CGI y Mejor Manga. El premio a la Mejor Escena de Combate se restableció después de que se eliminó en la edición anterior. Megalo Box recibió la mayor cantidad de nominaciones con ocho, seguida de Devilman Crybaby on siete y Aggretsuko y Violet Evergarden ambas con seis. La banda de rock japonesa The Pillows recibió dos nominaciones a Mejor Secuencia de Cierre por la segunda y tercera temporadas de FLCL, la primera banda y anime en hacerlo.
Devilman Crybaby ganó el Anime del Año. Su director, Masaaki Yuasa, ganó el primer premio al Mejor Director.  Izuku Midoriya de My Hero Academia ganó el premio al Mejor Personaje Masculino después de ser nominado por tercera vez consecutiva.. La franquicia también recibió la mayor cantidad de victorias. Mamoru Miyano ganó el premio inaugural Mejor Interpretación de Voz (Japonés) por su papel de Kotaro Tatsumi en Zombie Land Saga, mientras que Christopher Sabat recibió su segundo premio al ganar el premio Mejor Interpretación de Voz (Inglés) por su papel de All Might en My Hero Academia. El diseñador de personajes Takahiro Kishida ganó el premio inaugural al Mejor Diseño de Personajes por su trabajo en JoJo's Bizarre Adventure: Golden Wind. My Hero Academia también fue nominada por tercera vez consecutiva en la categoría de Mejor Animación; sin embargo, fue ganada por Violet Evergarden. Su película My Hero Academia: Two Heroes ganó como Mejor Película. Masahiko Minami, productor y presidente de Bones, recibió el premio Premio Icono de la Industria. Asistió personalmente al espectáculo para aceptar el premio.

### Categorías
Indica el ganador dentro de cada categoría, mostrado al principio y resaltado en negritas. A continuación se listan los nominados y ganadores de los Crunchyroll Anime Awards:
| Anime del Año - Devilman Crybaby — Science SARU - Sora Yorimo Tōi Basho — Madhouse - Hinamatsuri — Feel - Megalo Box — TMS Entertainment - Violet Evergarden — Kyoto Animation - Zombieland Saga — MAPPA | Mejor Protagonista - Rimuru Tempest — Tensei Shitara Slime Datta Ken - Joe — Megalo Box - Retsuko — Aggretsuko - Sakuta Azusagawa — Seishun Buta Yarō - Violet Evergarden — Violet Evergarden - Yumeko Jabami — Kakegurui |
| Mejor Antagonista - All For One — My Hero Academia (temporada 3) - Akane Shinjo — SSSS.Gridman - Momonga — Overlord (temporada 3) - Ryo Asuka — Devilman Crybaby - Tokushiro Tsurumi — Golden Kamuy - Yuri — Megalo Box | Mejor Personaje Masculino - Izuku "Deku" Midoriya — My Hero Academia - Haida — Aggretsuko - Honda-san — Gaikotsu Shotenin Honda-san - Joe — Megalo Box - Kotaro Tatsumi — Zombie Land Saga - Sakuta Azusagawa — Seishun Buta Yarō |
| Mejor Personaje Femenino - Mai Sakurajima — Seishun Buta Yarō - Anzu Hayashi — Hinamatsuri - Asirpa — Golden Kamuy - Hinata Miyake — Sora Yorimo Tōi Basho - Lily Hoshikawa — Zombie Land Saga - Nadeshiko Kagamihara — Yuru Camp△ | Mejor Secuencia de Apertura - "Kiss of Death" por Mika Nakashima x Hyde — Darling in the Franxx - "Aggretsuko Theme" por Miura Jam — Aggretsuko - "Deal with the Devil" por Tia — Kakegurui - "Fiction" por Sumika — Wotaku ni Koi wa Muzukashī - "Fighting Gold" por Coda — JoJo's Bizarre Adventure: Golden Wind - "Pop Team Epic" por Sumire Uesaka — Pop Team Epic |
| Mejor Secuencia de Cierre - "Akatsuki no Requiem" por Linked Horizon — Shingeki no Kyojin (temporada 3) - "Fly Me to the Star" por Starlight Kukugumi — Revue Starlight - "Kakatte Koi yo" por NakamuraEmi — Megalo Box - "Ref:rain" por Aimer — Koi wa Ameagari no You ni - "Spiky Seeds" por The Pillows — FLCL Progressive - "Star Overhead" por The Pillows — FLCL Alternative            | Mejor Interpretación de Voz (Japonés) - Mamoru Miyano como Kotaro Tatsumi — Zombie Land Saga - Megumi Han como Miki Makimura — Devilman Crybaby - Nao Tōyama como Rin Shima — Yuru Camp△ - Rareko como Retsuko — Aggretsuko - Reina Ueda como Akane Shinjo — SSSS.Gridman - Soma Saito como Honda-san — Gaikotsu Shotenin Honda-san                                    |
| Mejor Interpretación de Voz (Inglés) - Christopher Sabat como All Might — My Hero Academia (temporada 3) - David Wald como Narrador — Mr. Tonegawa: Middle Management Blues - Erica Mendez como Retsuko — Aggretsuko - Erika Harlacher como Violet Evergarden — Violet Evergarden - Kari Wahlgren como Haruko Haruhara — FLCL Progressive - Tia Ballard como Zero Two — Darling in the Franxx | Mejor Director - Masaaki Yuasa — Devilman Crybaby - Atsuko Ishizuka — Sora Yorimo Tōi Basho - Hiroko Utsumi — Banana Fish - Taichi Ishidate — Violet Evergarden - Yohei Suzuki — Planet With - You Moriyama — Megalo Box |
| Mejor Animación - Violet Evergarden — Kyoto Animation - Sora Yorimo Tōi Basho — Madhouse - Yagate Kimi ni Naru — Troyca - Devilman Crybaby — Science SARU - Megalo Box — TMS Entertainment - My Hero Academia (temporada 3) — Bones | Mejor Diseño de Personajes - Takahiro Kishida, diseño oririnal por Hirohiko Araki — JoJo's Bizarre Adventure: Golden Wind - Akiko Takase — Violet Evergarden - Ayumi Kurashima, diseño oririnal por Go Nagai— Devilman Crybaby - Kasumi Fukagawa — Zombie Land Saga - Hiroshi Shimizu, diseño oririnal por Tetsuya Chiba — Megalo Box - Yeti (por Sanrio) — Aggretsuko |
| Mejor Escena de Combate - All for One vs. All Might — My Hero Academia (temporada 3) - Hina vs. Anzu — Hinamatsuri - Naruto & Sasuke vs. Momoshiki — Boruto: Naruto Next Generations - Jiren vs. Goku — Dragon Ball Super - Yami vs. Licht — Black Clover - Satan vs. Devilman — Devilman Crybaby                                                                                             | Mejor Película - My Hero Academia: Two Heroes — Bones - The Night is Short, Walk on Girl — Science SARU - Mirai, mi hermana pequeña — Studio Chizu - Liz and the blue bird — Kyoto Animation - Mazinger Z: Infinity — Toei Animation - Fireworks — Shaft |
| Mejor Serie Continua - Dragon Ball Super — Toei Animation - Mahō Tsukai no Yome — Wit Studio - Black Clover — Pierrot - Sangatsu no Lion — Shaft - One Piece — Toei Animation - Boruto: Naruto Next Generations — Pierrot | Premio Icono de la Industria - Masahiko Minami |
| Fuente: | |

## Estadísticas

### Anime con múltiples nominaciones
| Nominaciones | Anime                                 |
| ------------ | ------------------------------------- |
| 8            | Megalo Box                            |
| 7            | Devilman Crybaby                      |
| 6            | Aggretsuko                            |
| 6            | Violet Evergarden                     |
| 5            | My Hero Academia (temporada 3)        |
| 5            | Zombie Land Saga                      |
| 4            | Sora Yorimo Tōi Basho                 |
| 3            | Hinamatsuri                           |
| 3            | Seishun Buta Yarō                     |
| 2            | Black Clover                          |
| 2            | Boruto: Naruto Next Generations       |
| 2            | Darling in the Franxx                 |
| 2            | Dragon Ball Super                     |
| 2            | FLCL Progressive (temporada 2)        |
| 2            | Golden Kamuy                          |
| 2            | JoJo's Bizarre Adventure: Golden Wind |
| 2            | Kakegurui                             |
| 2            | Yuru Camp△                            |
| 2            | Gaikotsu Shotenin Honda-san           |
| 2            | SSSS.Gridman                          |

### Anime con múltiples victorias
| Gana | Anime                          |
| ---- | ------------------------------ |
| 4    | My Hero Academia (temporada 3) |
| 2    | Devilman Crybaby               |